# Campionato nordamericano femminile under 20 di pallavolo 2004
Il campionato nordamericano femminile under 20 di pallavolo 2004 si è svolto dal 3 all'8 agosto a Winnipeg, in Canada: al torneo hanno partecipato sette squadre nazionali under 20 nordamericane e la vittoria finale è andata per la seconda volta agli Stati Uniti.

## Impianti
|                                                                                       |  |  |
|                                                                                       |  |  |
| Investors Group Athletic Centre Città: Winnipeg Capienza: 3 100 Anno d'apertura: 1999 |  |  |

## Regolamento

### Formula
Le squadre hanno disputato una prima fase a gironi con formula del girone all'italiana; al termine della prima fase:
- Le prime tre classificate di ogni girone hanno acceduto alla fase finale per il primo posto, strutturata in quarti di finale, a cui hanno partecipato solo le seconde e le terze classificate, semifinali, finale per il terzo posto e finale.

### Criteri di classifica
In caso di vittoria è prevista l'assegnazione di 2 punti, mentre in caso di sconfitta è prevista l'assegnazione di 1 punto.
L'ordine del posizionamento in classifica è stato definito in base a:
- Punti;
- Ratio dei punti realizzati/subiti;
- Ratio dei set vinti/persi;
- Risultati degli scontri diretti.

## Squadre partecipanti
| Squadra           | Qualificazione      | Ultima partecipazione |
| ----------------- | ------------------- | --------------------- |
| Canada            | Paese organizzatore | Porto Rico 2002       |
| Cuba              | -                   | Porto Rico 2002       |
| Messico           | -                   | Porto Rico 2002       |
| Porto Rico        | -                   | Porto Rico 2002       |
| Rep. Dominicana   | -                   | Porto Rico 2002       |
| Stati Uniti       | -                   | Porto Rico 2002       |
| Trinidad e Tobago | -                   | Debutto               |

## Torneo
| Girone A          | Girone B        |
| ----------------- | --------------- |
| Canada            | Porto Rico      |
| Cuba              | Rep. Dominicana |
| Messico           | Stati Uniti     |
| Trinidad e Tobago |                 |

### Girone A

#### Risultati
| 3 agosto 2004 Investors Group Athletic Centre, Winnipeg Durata: ? - Spettatori: ? | Cuba    | 3 - 0 | Messico           | 25-15, 25-20, 25-20               |
| 3 agosto 2004 Investors Group Athletic Centre, Winnipeg Durata: ? - Spettatori: ? | Canada  | 3 - 0 | Trinidad e Tobago | 25-16, 25-9, 25-13                |
| 4 agosto 2004 Investors Group Athletic Centre, Winnipeg Durata: ? - Spettatori: ? | Cuba    | 3 - 0 | Trinidad e Tobago | 25-14, 25-18, 25-4                |
| 4 agosto 2004 Investors Group Athletic Centre, Winnipeg Durata: ? - Spettatori: ? | Messico | 3 - 2 | Canada            | 20-25, 25-23, 25-21, 21-25, 15-13 |
| 5 agosto 2004 Investors Group Athletic Centre, Winnipeg Durata: ? - Spettatori: ? | Messico | 3 - 0 | Trinidad e Tobago | 25-22, 25-13, 25-21               |
| 5 agosto 2004 Investors Group Athletic Centre, Winnipeg Durata: ? - Spettatori: ? | Cuba    | 0 - 3 | Canada            | 19-25, 17-25, 23-25               |

#### Classifica
| Pos | Squadra           | Pt | G | V | P | SV | SP | Ratio | PF | PS | Ratio |
| --- | ----------------- | -- | - | - | - | -- | -- | ----- | -- | -- | ----- |
| 1   | Canada            | 5  | 3 | 2 | 1 | 8  | 3  | 2.666 |    |    |       |
| 2   | Cuba              | 5  | 3 | 2 | 1 | 6  | 3  | 5.000 |    |    |       |
| 3   | Messico           | 5  | 3 | 2 | 1 | 6  | 5  | 1.200 |    |    |       |
| 4   | Trinidad e Tobago | 3  | 3 | 0 | 3 | 0  | 9  | 0.000 |    |    |       |

### Girone B

#### Risultati
| 4 agosto 2004 Investors Group Athletic Centre, Winnipeg Durata: ? - Spettatori: ? | Rep. Dominicana | 3 - 0 | Porto Rico  | 25-23, 25-15, 25-22        |
| 5 agosto 2004 Investors Group Athletic Centre, Winnipeg Durata: ? - Spettatori: ? | Rep. Dominicana | 0 - 3 | Stati Uniti | 25-27, 82-5, 26-28         |
| 6 agosto 2004 Investors Group Athletic Centre, Winnipeg Durata: ? - Spettatori: ? | Porto Rico      | 1 - 3 | Stati Uniti | 22-25, 25-21, 12-25, 20-25 |

#### Classifica
| Pos | Squadra         | Pt | G | V | P | SV | SP | Ratio | PF | PS | Ratio |
| --- | --------------- | -- | - | - | - | -- | -- | ----- | -- | -- | ----- |
| 1   | Stati Uniti     | 4  | 2 | 2 | 0 | 6  | 1  | 6.000 |    |    |       |
| 2   | Rep. Dominicana | 3  | 2 | 1 | 1 | 6  | 3  | 2.000 |    |    |       |
| 3   | Porto Rico      | 2  | 2 | 0 | 2 | 1  | 6  | 0.166 |    |    |       |

### Fase finale
|  | Quarti          | Quarti          |             |        | Semifinali         | Semifinali         |  |  | Finale 1º/2º posto | Finale 1º/2º posto |
|  |                 |                 |             |        |                    |                    |  |  |                    |                    |
|  |                 |                 |             |        |                    |                    |  |  |                    |                    |
|  |                 |                 |             |        |                    |                    |  |  |                    |                    |
|  | -               | -               |             |        |                    |                    |  |  |                    |                    |
|  | -               | -               |             |        |                    |                    |  |  |                    |                    |
|  | -               | -               |             |        |                    |                    |  |  |                    |                    |
|  | -               | -               | Stati Uniti | 3      |                    |                    |  |  |                    |                    |
|  |                 |                 | Stati Uniti | 3      |                    |                    |  |  |                    |                    |
|  |                 | Porto Rico      | 0           |        |                    |                    |  |  |                    |                    |
|  | Cuba            | Porto Rico      | 0           | 1      |                    |                    |  |  |                    |                    |
|  | Cuba            |                 |             | 1      |                    |                    |  |  |                    |                    |
|  | Porto Rico      | 3               |             |        |                    |                    |  |  |                    |                    |
|  | Porto Rico      | 3               | Stati Uniti | 3      |                    |                    |  |  |                    |                    |
|  |                 |                 | Stati Uniti | 3      |                    |                    |  |  |                    |                    |
|  |                 | Rep. Dominicana | 0           |        |                    |                    |  |  |                    |                    |
|  | -               | Rep. Dominicana | 0           | -      |                    |                    |  |  |                    |                    |
|  | -               |                 |             | -      |                    |                    |  |  |                    |                    |
|  | -               | -               |             |        |                    |                    |  |  |                    |                    |
|  | -               | -               | Canada      | 0      | Finale 3º/4º posto | Finale 3º/4º posto |  |  |                    |                    |
|  |                 |                 | Canada      | 0      | Finale 3º/4º posto | Finale 3º/4º posto |  |  |                    |                    |
|  |                 | Rep. Dominicana | 3           |        |                    |                    |  |  |                    |                    |
|  | Rep. Dominicana | Rep. Dominicana | 3           | 3      | Porto Rico         | 3                  |  |  |                    |                    |
|  | Rep. Dominicana |                 |             | 3      | Porto Rico         | 3                  |  |  |                    |                    |
|  | Messico         | 0               |             | Canada | 1                  |                    |  |  |                    |                    |
|  | Messico         | 0               |             |        | 1                  |                    |  |  |                    |                    |
|  |                 |                 |             |        |                    |                    |  |  |                    |                    |
|  |                 |                 |             |        |                    |                    |  |  |                    |                    |

#### Quarti di finale
| 6 agosto 2004 Investors Group Athletic Centre, Winnipeg Durata: ? - Spettatori: ? | Rep. Dominicana | 3 - 0 | Messico    | 25-17, 25-20, 25-19        |
| 6 agosto 2004 Investors Group Athletic Centre, Winnipeg Durata: ? - Spettatori: ? | Cuba            | 1 - 3 | Porto Rico | 20-25, 25-21, 17-25, 21-25 |

#### Finale 5º posto
| 7 agosto 2004 Investors Group Athletic Centre, Winnipeg Durata: ? - Spettatori: ? | Messico | 1 - 3 | Cuba | 25-19, 20-25, 19-25, 22-25 |

#### Semifinali
| 7 agosto 2004 Investors Group Athletic Centre, Winnipeg Durata: ? - Spettatori: ? | Stati Uniti | 3 - 0 | Porto Rico      | 25-20, 25-15, 25-23 |
| 7 agosto 2004 Investors Group Athletic Centre, Winnipeg Durata: ? - Spettatori: ? | Canada      | 0 - 3 | Rep. Dominicana | 20-25, 20-25, 12-25 |

#### Finale 3º posto
| 8 agosto 2004 Investors Group Athletic Centre, Winnipeg Durata: ? - Spettatori: ? | Porto Rico | 3 - 1 | Canada | 25-21, 25-23, 14-25, 25-20 |

#### Finale
| 8 agosto 2004 Investors Group Athletic Centre, Winnipeg Durata: ? - Spettatori: ? | Stati Uniti | 3 - 0 | Rep. Dominicana | 25-23, 25-22, 25-16 |

## Classifica finale
| Pos     | Squadra           |
| ------- | ----------------- |
| Oro     | Stati Uniti       |
| Argento | Rep. Dominicana   |
| Bronzo  | Porto Rico        |
| 4       | Canada            |
| 5       | Cuba              |
| 6       | Messico           |
| 7       | Trinidad e Tobago |

|  |  | Qualificate al campionato mondiale 2005 |

## Premi individuali
| Premio                 | Nome            | Squadra     |
| ---------------------- | --------------- | ----------- |
| MVP                    | Jordan Larson   | Stati Uniti |
| Miglior attaccante     | Sarah Pavan     | Canada      |
| Miglior muro           | -               | -           |
| Miglior servizio       | -               | -           |
| Miglior palleggiatrice | Angela McGinnis | Stati Uniti |
| Miglior ricevitrice    | Jordan Larson   | Stati Uniti |
| Miglior difesa         | -               | -           |
| Miglior libero         | -               | -           |